# どこでもすきしていつでもすきして
『どこでもすきしていつでもすきして』は、2008年6月27日にC:driveから発売されたアダルトゲームである。

## 解説
いわゆるバカップルを題材としたアダルトゲーム。
ゲームはヒロインと付き合うまでを描いた"プロローグ"と恋人関係になった後を描いた本編の二部構成となっており、主人公は恋人となったヒロインと好きな箇所でエッチすることが可能である。
2013年6月28日には、姉妹ブランドであるonomatope*から姉妹作『ずっとすきして たくさんすきして』が発売された。

## あらすじ
主人公・天野候は、明るい性格だけが取柄だった。
だが、このまま無難に学園生活を送るのはもったいないと考えた彼は、理想の恋人を射止めるべく、気になった女の子に対して積極的に行動を起こした。
努力の甲斐あり恋人同士になった二人は、人目をはばかることなく、バカップルぶりを周囲に見せつけるのであった。

## 登場人物
天野 候
主人公。
小西 冬桜（こにし とうか）
声：成瀬未亜
候の幼馴染で同級生。少々気が弱い。
南雲 榎穂（なぐも かほ）
声：風音
候のバイト仲間で、違う学園に通っている。候に対する愛情表現が不器用であり、さらに心配性ゆえ授業中も候を気遣うメールを送っている。
天野 暦（あまの こよみ）
声：新堂真弓
候の妹で、兄のことが大好き。
オタク趣味が高じて、ゲームショップでアルバイトをしている。
東峰 陽奏（とうみね はるか）
声：夏野こおり
候と同じ学校に通う寡黙な少女。博識だが恋愛経験は皆無。
北条 智秋（ほうじょう ちあき）
声：楠鈴音
主人公の通う学校の先輩。
言いくるめられやすく、そそっかしい性格。

## 主題歌

### オープニング
『君のスキにしてして』
歌：Que Seran Pasaran（新堂真弓＆雪都さお梨）
作詞：新堂真弓
作曲・編曲：REDALiCE

## スタッフ
- 原画：雛祭桃子
- シナリオ：武藤礼恵、海原楓太、鯉川こい